# جوناس سوتامو
جوناس سوتامو (بالفنلندية: Joonas Viljami Suotamo )‏ (و. 1986  م) هو لاعب كرة السلة، وممثل، من فنلندا، ولد في إسبو، مركز لعبه هو لاعب الوسط (كرة سلة).

## التعليم
تعلم في جامعة ولاية بنسلفانيا.

## وصلات خارجية
- جوناس سوتامو على موقع الاتحاد الدولي لكرة السلة (الإنجليزية)
- جوناس سوتامو على موقع كرة السلة الأوروبية.كوم (الإنجليزية)
- جوناس سوتامو على موقع كلية كرة السلة في سبورتس رفرنس.كوم (الإنجليزية)
- جوناس سوتامو على موقع ريلجم (الإنجليزية)
- جوناس سوتامو على موقع بروبوليرز (الإنجليزية)

- جوناس سوتامو على موقع IMDb (الإنجليزية)
- جوناس سوتامو على موقع أول موفي (الإنجليزية)
- جوناس سوتامو على موقع قاعدة بيانات الفيلم (الإنجليزية)
- جوناس سوتامو على موقع كينوبويسك (الروسية)